# AS Nancy-Lorraine
Az AS Nancy-Lorraine egy francia labdarúgóklub. 1967-ben alapították az FC Nancy jogutódjaként. A csapat edzője az uruguayi Pablo Correa. Az elsőosztályba 2016-ban jutottak vissza. 2006-ban a Nice 2-1-es legyőzésével megnyerték a francia Ligakupát, így játszhattak az UEFA-kupában, ahol a legjobb 32-ig jutottak. A klub színei piros-fehér.
1973-1979 között itt játszott Michel Platini, valamint  itt edzősködött Bölöni László.

## Jelenlegi keret
2016. február 2-i állapot szerint.
| #  |     | Poszt | Név                                           |
| -- | --- | ----- | --------------------------------------------- |
| 2  | FRA | V     | Clément Lenglet                               |
| 3  | SEN | V     | Pape Diakhaté                                 |
| 4  | FRA | V     | Modou Diagne                                  |
| 6  | MAR | KP    | Youssef Ait Bennasser                         |
| 7  | FRA | KP    | Antony Robic                                  |
| 9  | FRA | CS    | Maurice Dalé                                  |
| 10 | FRA | KP    | Arnaud Lusamba                                |
| 11 | FRA | KP    | Karim Coulibaly                               |
| 13 | URU | KP    | Jonathan Iglesias (kölcsönben a El Tanquetől) |
| 14 | FRA | V     | Joffrey Cuffaut                               |
| 15 | MAR | CS    | Youssouf Hadji                                |
| 16 | CMR | K     | Guy N'dy Assembé                              |

| #  |     | Poszt | Név                                     |
| -- | --- | ----- | --------------------------------------- |
| 17 | FRA | V     | Faitout Maouassa                        |
| 18 | MRT | KP    | Dialo Guidileye                         |
| 19 | FRA | KP    | Loïc Puyo                               |
| 20 | MAR | V     | Michaël Chrétien                        |
| 21 | FRA | V     | Tobias Badila                           |
| 25 | FRA | KP    | Benoît Pedretti                         |
| 26 | FRA | V     | Vincent Muratori                        |
| 27 | FRA | CS    | Alexis Busin                            |
| 28 | FRA | V     | Julien Cétout                           |
| 30 | FRA | K     | Brice Samba (kölcsönben a Marseilletől) |
| 33 | FRA | CS    | Yann Mabella                            |

## Sikerlista
- 5-szörös francia másodosztály győztes (Ligue 2).: 1974–75, 1989–90, 1997–98, 2004–05, 2015–16
- 1-szeres francia kupagyőztes (Coupe de France): 1978
- 1-szeres francia Ligakupa-győztes (Coupe de la Ligue): 2006